# 쑥국
쑥국은 쑥을 넣어 끓인 국이다. 어린 쑥을 데쳐 곱게 이긴 뒤에 고기 익은 것과 섞어 빚어, 달걀 푼 것을 씌워 맑은장국에 넣어 끓인 국은 쑥국이나 애탕(艾湯)으로 부른다. 쑥을 고추장과 된장을 섞어 푼 물에 넣어 끓인 쑥국도 있다.